# Конституционная революция в Израиле
Конституционная революция (также судебная революция) — правовые преобразования, происшедшие в Израиле в 1992—1995 годах, изменившие баланс сил между ветвями власти. Полномочия судебной системы значительно возросли за счет исполнительной и законодательной ветвей власти. Власть юридического советника правительства резко усилилась, приобретя обязывающий для правительства характер. Одновременно Верховный суд Израиля (БАГАЦ) получил право отменять любое назначение на должность, сделанное правительством, если сочтёт его «неразумным». Был введён судебный надзор со стороны БАГАЦ над принимаемыми Кнессетом законами, включая право отменять закон, если он нарушает равенство или индивидуальные свободы и права, согласно интерпретации судьи Аарона Барака.
С сентября 1997 по январь 2024 года БАГАЦ 23 раза изменял или отменял законы, принятые Кнессетом. Он также часто вмешивается в деятельность исполнительной власти (включая министерства и силовые ведомства), отменяя и запрещая её постановления, а также, во многих случаях, требуя их обосновать.

## Вопрос об израильской конституции до 1992 года
В 1950 году 1-й Кнессет Израиля принял «Решение Харари», названное по имени соответствующего депутата. Вместо того, чтобы немедленно разработать полную конституцию, было решено отложить этот вопрос, поручив Комитету Кнессета по конституции, законодательству и правосудию разработать этот документ по частям. Каждая глава должна была называться «Основным законом»; в конце планировалось объединить их в полноценную конституцию.
С 1958 по 1988 год Кнессет принял 9 Основных законов, относившихся к различным государственным институтам.
При этом ни в Основном законе о судебной власти (1984), ни где-либо ещё в Основных законах Израиля не рассматривался вопрос о судебном надзоре. До 1992 года Верховный суд Израиля (БАГАЦ) отказывался от многочисленных возможностей требовать права судебного надзора. Сразу после основания Израиля, в «деле Зива» (1948), он постановил не интерпретировать Декларацию независимости Израиля как конституционный документ страны. В 1970 году БАГАЦ подтвердил этот принцип в «деле Рогозинского», прямо отказав себе в праве на судебный пересмотр обычного законодательства Кнессета.
Вопрос о судебном контроле впервые появился на повестке дня в 1969 году, когда Кнессет принял простым большинством голосов закон о финансировании партий, а адвокат Бергман обратился в БАГАЦ, утверждая, что положения этого закона противоречат защищённой статье Основного закона о Кнессете. Верховный суд постановил, что одна из статей нового закона нарушает принцип равенства, закреплённый в Основном законе, и предложил Кнессету изменить закон или принять его большинством голосов. После данного судебного решения Кнессет исправил закон о финансировании. Это был первый случай, когда закон подвергся судебному контролю. Однако контроль ограничился толкованием защищённой статьи основного закона; суд отметил, что содержание обычного закона может противоречить защищённой статье Основного закона.
В 1973 году было подано обращение в БАГАЦ с просьбой не публиковать (то есть фактически отменить) принятую Кнессетом поправку к Закону о выборах в Кнессет. БАГАЦ отклонил иск, так как закон был принят абсолютным большинством голосов во всех его чтениях, а при такой процедуре Основной закон о Кнессете допускает в обычных законах отклонение от принципа равных выборов. В этом деле суд также постановил, что «судебные органы должны толковать и претворять в жизнь законы, принятые Кнессетом, а не отменять или изменять их».
Суд отказался поддержать принцип судебного пересмотра какой-либо части законов, принимаемых Кнессетом, прямо заявив, что его решение  по «делу Бергмана» не имеет своей целью обращаться к этому вопросу. Эта позиция была ещё более твёрдо высказана в решении БАГАЦ по «негевскому делу» (1974); суд заявил, что не обладает полномочиями судебного надзора в случаях, когда речь идёт о потенциальном пересмотре незащищённых положений обычных законов, а также об Основных законах.

## Конституционная революция 1992—1995 годов
В 1992 году Кнессет принял первые два Основных закона, посвящённые правам человека, упоминающие недавно объявленные Верховным судом полномочия судебного надзора. Это «Основной закон о достоинстве и свободе человека» и «Основной закон о свободе деятельности»; оба содержали положения, запрещающие нарушение перечисленных в них прав, «за исключением закона, соответствующего ценностям Государства Израиль, принятого для надлежащей цели и в степени, не большей, чем требуется». Данное ограничительное положение содержится в разделе 8 «Основного закона о достоинстве и свободе человека» и разделе 4 «Основного закона о свободе деятельности».
Эти два Основных закона были приняты голосованием 32:21 и 23:0 соответственно. Их обсуждение в Кнессете демонстрирует, что многие его депутаты не знали о конституционном закреплении этими законами каких-либо прав, и что данные законы повлияют на статус судебного надзора в Израиле. Однако судья Аарон Барак, позже ставший Председателем Верховного суда, прямо заявил, что принятие этих Основных законов положило начало конституционной революции в Израиле. Барак утверждал, что защищённый «Основной закон о свободе деятельности», требовавший большинства в 61 депутата Кнессета для внесения поправок в соответствии со статьей 7, и «Основной закон о достоинстве и свободе человека», не защищённый аналогичным образом (но, по мнению Барака, требовавший от Кнессета открытой декларации о намерении его нарушить, аналогично статье 33 Канадской хартии прав и свобод), создали в Основных законах набор утверждений общего характера и противоречивых принципов, а значит, судебная власть должна интерпретировать эти законы и «[наполнять] их содержанием».
За заявлением Барака о «конституционной революции» последовало его мнение (отразившее позицию большинства членов суда) в знаковом деле 1995 года «Банк Мизрахи против деревни Мигдал». «Банк Мизрахи» заявил, что из-за ограничительных положений, включенных в Основные законы 1992 года, Основные законы теперь сформировали письменную конституцию, которую суды имеют право поддерживать посредством судебного надзора. Решение по делу «Банка Мизрахи» постановило, что закон Кнессета, нарушающий положения об ограничениях «Основного закона о достоинстве и свободе человека» и «Основного закона о свободе деятельности», является недействительным независимо от того, каким большинством принят закон. Таким образом, БАГАЦ отверг собственную позицию, ранее занятую им в «деле Бергмана» и уточнённую в «негевском деле», согласно которой только конституционно закрепленные Основные законы наделяют суд полномочиями осуществлять судебный надзор.
Основная аргументация суда заключалась в том, что Кнессет в Государстве Израиль выполняет две различные роли в зависимости от типа принимаемого законодательства. Помимо своей позиции законодательной ветви власти, которую он занимает при рассмотрении обычного законодательства, при принятии Основных законов Кнессет также действует как учредительное собрание, уполномоченное писать официальную конституцию Израиля, поскольку «решение Харари» 1-го Кнессета поручало разработку конституции Кнессету 2-го созыва.
Это ознаменовало собой значительный отход от британской системы парламентского суверенитета, которую Израиль унаследовал и практиковал до конституционной революции.
Общим результатом решения по делу «Банка Мизрахи» стало установление судебного надзора над обычным законодательством Кнессета, значительно ограничившее его власть и, по мнению некоторых израильских специалистов по конституционному праву, полностью преобразовавшее израильские Основные законы в формальную, хотя и неполную, конституцию.

## Результаты конституционной революции

### Расширение полномочий БАГАЦ и судебного активизма
В Израиле началась, по выражению историка Аниты Шапира, «новая эра судебного господства». Верховный суд Израиля (БАГАЦ) начал стремиться участвовать в формировании характера и ценностей государства. Как выразился юрист Амнон Рубинштейн, «Крайне сомнительно, что в мире есть еще один судебный институт, за исключением Верховного суда Соединенных Штатов, чья активность и участие в вопросах политики столь велики». Судебный активизм заключался в расширении сферы действия locus standi (права гражданина или органа на подачу заявления в Верховный суд). Раньше данное право предоставлялось только лицам, заинтересованным в деле или имеющим прямое отношение к нему. Теперь любой гражданин мог подать в БАГАЦ любой запрос, представляющий общественный интерес, а это означало, что суд мог пересматривать решения как исполнительной, так и законодательной ветвей власти. Как заявил судья Аарон Барак, «Всё может быть рассмотрено судом».
Вскоре БАГАЦ начал отмену принимаемых парламентом законов. В сентябре 1997 года прецедентным решением он отменил некоторые положения Закона об урегулировании деятельности в области инвестиционных консультаций и управления инвестиционными портфелями, так как, по его мнению, они не соответствовали Основному закону о свободе деятельности. Это был первый случай, когда закон Кнессета подвергся судебному контролю, и суд отменил положение, противоречащее Основному закону о свободе деятельности. Событие осталось почти незамеченным израильскими СМИ, хотя именно оно положило начало отмене законов Верховным судом на основании ограничивающих статей основных законов. Некоторые юристы предполагают, что относительная «простота» этого дела позволила избежать общественного резонанса и противодействия со стороны исполнительной и законодательной власти.

### Законы Кнессета, отменённые БАГАЦ
Перечень судебных процессов, в которых БАГАЦ отменял и изменял законы Кнессета:
| #  | Постановление | Дата решения | Дело и ссылка на решение (ивр.)                                    | Стороны | Коллегия судей |
| -- | --- | ------------ | ------------------------------------------------------------------ | --- | --- |
| 1  | Отмена некоторых положений закона о деятельности инвестиционных консультаций | 24.09.1997   | БАГАЦ 1715/97                                                      | Объединение инвестиционных менеджеров Израиля и др. против Министра финансов и др.                                            | За отмену: А. Барак, Ш. Левин, Э. Гольдберг, Т. Ор, Э. Маца, М. Хешин, И. Замир, Т. Штрасберг-Коэн, Д. Дорнер, Я. Тиркель и Д. Бейниш.                                                           |
| 2  | Отмена закона о задержании военнослужащего на 96 часов без судебной санкции | 14.10.1999   | БАГАЦ 6055/95                                                      | Саги Цемах против Министра обороны и др.                                                                                      | За отмену: А. Барак, Ш. Левин, Т. Ор, Э. Маца, М. Хешин, И. Замир, Т. Штрасберг-Коэн, Д. Дорнер, Я. Тиркель и Д. Бейниш. Против: Я. Кедми.                                                       |
| 3  | Отмена закона, легализировавшего 7-й Канал | 26.03.2002   | БАГАЦ 1030/99 (недоступная ссылка)                                 | Депутат Кнессета Хаим Орон (партия МЕРЕЦ) и др. против Спикера Кнессета Дана Тихона и др.                                     | За отмену: А. Барак, Ш. Левин, Т. Ор, М. Хешин, Т. Штрасберг-Коэн, Д. Дорнер, Д. Бейниш, И. Энгелрад и Э. Ривлин.                                                                                |
| 4  | Изменение некоторых статей Закона о реализации плана размежевания, в результате чего увеличились размеры компенсаций некоторым эвакуируемым                                         | 09.06.2005   | БАГАЦ 1661/05                                                      | Региональный совет Хоф-Аза и др. против Кнессета и др.                                                                        | За изменение: А. Барак, М. Хешин, Д. Бейниш, Э. Ривлин, А. Прокача, А. Грунис, М. Наор, Э. Арбель, Э. Хают и Й. Адиэль. Против: Э. Э. Леви (не высказался о компенсациях).                       |
| 5  | Отмена «закона интифады», лишающего палестинцев компенсации за ущерб от действий израильских сил безопасности в месте конфликта                                                     | 12.12.2006   | БАГАЦ 8276/05                                                      | Адалла и др. против Министра обороны и др.                                                                                    | За отмену: А. Барак, Д. Бейниш, А. Прокача, Э. Э. Леви, А. Грунис, М. Наор, С. Джубран, Э. Хают и М. Хешин.                                                                                      |
| 6  | Отмена закона, позволяющего создание частных тюрем | 19.11.2009   | БАГАЦ 2605/05                                                      | Отдел прав человека Академического центра права и бизнеса и др. против Министра финансов и др.                                | За отмену: Д. Бейниш, Э. Ривлин, А. Прокача, А. Грунис, М. Наор, Э. Арбель, С. Джубран, Э. Хают. Против: Э. Э. Леви.                                                                             |
| 7  | Отмена закона, позволяющего продлевать ордер на арест подозреваемого в преступлениях против безопасности без его присутствия на суде                                                | 11.02.2010   | БАШАП 8823/07                                                      | Некто против Государства Израиль                                                                                              | За отмену: Д. Бейниш, Э. Ривлин, А. Прокача, Э. Э. Леви, А. Грунис, М. Наор (с оговоркой), Э. Арбель, Э. Рубинштейн, С. Джубран.                                                                 |
| 8  | Запрет на включение в будущие законы о бюджете статьи «Прожиточный минимум учащихся колелей», чтобы не нарушать Закон об основах бюджета                                            | 14.06.2010   | БАГАЦ 4124/00                                                      | Покойный Орнан Йекутиэль и др. против Министра по делам религий и др.                                                         | За запрет: Д. Бейниш, А. Прокача, А. Грунис, М. Наор, С. Джубран, Э. Хают. Против: Э. Э. Леви.                                                                                                   |
| 9  | Запрет на продление «закона Таля», регулирующего отсрочку призыва на военную и альтернативную службу учащихся иешив харедим                                                         | 21.02.2012   | БАГАЦ 6298/07                                                      | Йехуда Реслер, адвокат и майор в отставке против Кнессета и др.                                                               | За запрет: Д. Бейниш, М. Наор, Э. Рубинштейн, Э. Хают, Х. Мельцер и Н. Гендель. Против: Э. Ривлин, А. Грунис, Э. Арбель.                                                                         |
| 10 | Отмена положения закона, который лишает пособия по прожиточному минимуму лиц, владеющих или пользующихся автомобилем                                                                | 28.02.2012   | БАГАЦ 10662/04                                                     | Салах Хасан и др. против Института национального страхования и др.                                                            | За отмену: Д. Бейниш, М. Наор, Э. Арбель, Э. Рубинштейн, С. Джубран, Э. Хают и У. Фогельман. |
| 11 | Отмена закона, предусматривающего налоговые льготы для некоторых населённых пунктов при отсутствии справедливых критериев                                                           | 22.05.2012   | БАГАЦ 8300/02                                                      | Гадбан Насер и др. против Правительства Израиля и др.                                                                         | За отмену: Д. Бейниш, А. Грунис, Э. Ривлин. |
| 12 | Отмена закона о нелегалах, позволяющего задерживать мигрантов на срок до трёх лет                                                                                                   | 16.09.2013   | БАГАЦ 7146/12                                                      | Наджат Серж Адам и др. против Кнессета и др.                                                                                  | За отмену: А. Грунис, М. Наор, Э. Арбель, С. Джубран, Э. Хают, Й. Данцигер, Н. Гендель, У. Фогельман, И. Амит.                                                                                   |
| 13 | Отмена новой версии закона о нелегалах (Закона о предотвращении инфильтрации) | 22.09.2014   | БАГАЦ 7385/13                                                      | Эйтан — израильский центр иммиграционной политики и др. против Правительства Израиля и др.                                    | За отмену: М. Наор, Э. Арбель, С. Джубран, Э. Хают, Й. Данцигер, У. Фогельман. Против: А. Грунис, Н. Гендель, И. Амит.                                                                           |
| 14 | Запрет на повторное принятие статьи «Прожиточный минимум учащихся колелей» в Законе о бюджете                                                                                       | 25.05.2014   | БАГАЦ 616/11                                                       | Союз студентов Израиля и др. против Правительства Израиля и др.                                                               | За запрет: А. Грунис, М. Наор, Э. Арбель, С. Джубран, Э. Хают, Н. Гендель, Э. Рубинштейн. |
| 15 | Отмена статьи «Закона о бойкоте», предусматривающей компенсацию без доказательства ущерба за призыв к бойкоту                                                                       | 15.04.2015   | БАГАЦ 5239/11 Отчёт о решении                                      | Ури Авнери (движение Гуш Шалом) и др. против Кнессета и др.                                                                   | За отмену: А. Грунис, М. Наор, Э. Рубинштейн, С. Джубран, Х. Мельцер, Й. Данцигер, Н. Гендель, У. Фогельман, И. Амит.                                                                            |
| 16 | Отмена статей закона о нелегалах, позволяющих содержать нелегалов в специальном комплексе сроком до 20 месяцев                                                                      | 11.08.2015   | БАГАЦ 8665/14 Отчёт о решении                                      | Ташума Нога Деста и др. против Кнессета и др.                                                                                 | |
| 17 | Отмена главы «Налог на третью квартиру» в Законе о бюджете на 2017—2018 годы в результате дефекта в процедуре законодательства                                                      | 06.08.2017   | БАГАЦ 10042/16 Архивная копия от 13 января 2021 на Wayback Machine | Цахи Квинтински и др. против Кнессета и др.                                                                                   | |
| 18 | Запрет на принятие двухлетнего бюджета в форме временного положения (после госбюджета на 2017—2018 годы)                                                                            | 06.09.2017   | БАГАЦ 8260/16 Архивная копия от 27 марта 2019 на Wayback Machine   | Академический центр права и бизнеса и др. против Кнессета и др.                                                               | |
| 19 | Отмена поправки к Закону о военной службе, позволяющей учащимся иешив освобождаться от призыва в армию                                                                              | 12.09.2017   | БАГАЦ 1877/14 Архивная копия от 17 октября 2019 на Wayback Machine | Движение за качество власти против Кнессета и др.                                                                             | |
| 20 | Отмена нормы закона "О залоге", по которой работодатель удерживает 20% из зарплаты просителей убежища (преимущественно эритрейских нелегальных мигрантов) до их отъезда из Израиля. | 23.04.2020   | Отчёт о решении                                                    | Истцы: Кав ла-Овед и др. | За отмену: Э. Хайют, Х. Мельцер, Н. Гендель, У. Фогельман, И. Амит, Д. Кара. Против: Н. Сольберг.                                                                                                |
| 21 | Отмена закона о легализации форпостов в Иудее и Самарии ("хок ха-асдара") | 09.06.2020   | Отчёт о решении                                                    | Истцы: Ультралевые и арабские общественные организации                                                                        | За отмену: Э. Хают, Х. Мельцер, Н. Гендель, У. Фогельман, И. Амит, Д. Барак-Эрез, М. Мазуз, А. Барон. Против: Н. Сольберг.                                                                       |
| 22 | Внесение изменений в закон о суррогатном материнстве, позволяющих распространить его действие на мужчин-одиночек и однополые пары                                                   | 11.07.2021   | Отчёт о решении                                                    | Истцы: Совместно живущие гей-активисты Итай Пинкас (партия МЕРЕЦ) и Йоав Арад; депутат Кнессета от партии Еш Атид Яэль Герман | |
| 23 | Отмена Основного Закона о принципе крайней неприемлемости (илат ха-свирут) | 01.01.2024   | Отчёт о решении                                                    | Истцы: Движение за чистоту власти, Коллегия адвокатов, Ассоциация гражданских прав и др.                                      | За отмену: Э. Хают, У. Фогельман, И. Амит, А. Барон, О. Гросскопф, Д. Барак-Эрез, Х. Кабуб, Р. Ронен. Против: Й. Кашер, Н. Сольберг, Й. Эльрон, А. Штейн, Я. Вильнер, Д. Минц, Г. Канфи-Штайниц. |

### Расширение полномочий юридического советника
Центральным компонентом судебной революции стало существенное увеличение полномочий юридического советника правительства. В 1993 году глава БАГАЦ Аарон Барак постановил, что мнение юрсоветника является для правительства обязывающим. При этом он опирался на доклад Комиссии Аграната 1962 года, созданной для определения полномочий юрсоветника. С точки зрения профессора права и бывшего министра юстиции Израиля Даниэля Фридмана, выводы комиссии Аграната были прямо противоположны тем, что приписывал ей Барак (комиссия определила, что в роли главы прокуратуры юрсоветник действительно независим, но когда дело доходит до консультирования им правительства, оно свободно действовать по своему усмотрению, даже если это противоречит позиции юрсоветника). Введённое Бараком положение сохраняется по сей день.

## Критика и призывы к реформе
Многие видят в деятельности БАГАЦ после конституционной революции превышение его полномочий и нарушение системы равновесия между составляющими израильской политической структуры и общества.

### Политики и партии
Израильские правые указывали, что все решения Верховного Суда по политическим вопросам отражают скорее идеологию его членов, чем юридические нормы. В частности, активнейшим критиком БАГАЦ, призывавшим к его реформе, долгие годы выступала Аелет Шакед (Ликуд, «Еврейский дом», «Ха-Ямин ха-Хадаш», «Ямина»). К реформе юридической системы Израиля также призывал Гидеон Саар (Ликуд, «Тиква Хадаша», «Ха-махане ха-мамлахти»). Известными сторонниками реформы также являются Симха Ротман («Ха-Цийонут ха-Датит») и Ярив Левин (Ликуд).
Сторонники партии ШАС, представляющей сефардов и мизрахим, обвиняли судебную систему в преследовании лидера партии Арье Дери за его происхождение и взгляды.
Харедимные партии заявляли о сознательном нарушении и разрушении Верховным Судом под руководством Аарона Барака статуса-кво по взаимоотношениям государства и религии.
Некоторые центристы — например, Йосеф Лапид, лидер партии «Шинуй», — были встревожены тем, что Аарон Барак вёл себя как «судебный диктатор».
Члены партии НДИ, представляющей русскоязычных израильтян, в особенности её лидер Авигдор Либерман, усматривали в Верховном Суде часть правящей в Израиле олигархии, не представляющей народа.

### Экспертное сообщество
Часть юридической элиты (бывший председатель БАГАЦ Моше Ландау, профессор Элиав Шохатман и др.) считает, что Верховный Суд «в новой редакции» пытается присвоить себе функции «верховного учителя общества», определяющего, что хорошо, а что — плохо, вместо того, чтобы определять, что законно, а что противоречит закону.
Профессор права и бывший министр юстиции Израиля Даниэль Фридман считает «аномальной» и требующей исправления сложившуюся ситуацию, когда правительство не может само выбирать своего юридического советника, представляющего его в суде, в результате чего, когда юрсоветник выступает против правительства, оно не может себя защищать и лишено в суде права голоса.
Известный израильский адвокат и радиоведущий Йорам Шефтель называет сложившуюся после конституционной революции систему «диктатурой БАГАЦа». Он критикует её в связи с нарушением базового для демократии принципа разделения властей, при котором суд не выносит постановления, не вмешивается и не имеет решающего голоса по политическим вопросам.